# Piotr Kasprowski
Piotr Kasprowski (ur. 12 czerwca 1951 w Żorach) – polski wydawca, animator fandomu, znawca fantastyki.
Z wykształcenia matematyk, po ukończeniu studiów był asystentem w Zakładzie Biomatematyki Wydziału Matematyki Fizyki i Chemii UŚ. Dla działalności w fandomie porzucił karierę naukową. Początkowo był członkiem korespondentem należącego do OKMFiSF klubu Somnambul. w Bytomiu, potem klubu Tachion, wreszcie jednym z głównych twórców, prezesem i animatorem Śląskiego Klubu Fantastyki.
W ŚKF był redaktorem naczelnym miesięcznika Fikcje, redaktorem antologii wydawanych przez klub, inicjatorem fanzinu sekcji tolkienistycznej Gwaihir, redagowanego przez Andrzeja Kowalskiego (kontynuatorem zinu jest obecnie Aiglos), głównym organizatorem Silconów i Polconów odbywających się w Katowcach. Pierwszy katowicki Polcon odbył się na przełomie maja i czerwca 1986, zgromadził około sześciuset uczestników. Gośćmi byli m.in. Franz Rottensteiner, James Gunn, Eric Simon, towarzyszyła mu wystawa malarstwa, na której swe obrazy wystawiał m.in. Henryk Waniek. Obok nagrody ŚKF Śląkfa, po raz pierwszy została wtedy przyznana również antynagroda Złoty Meteor. W 1988 roku kolejny Polcon odwiedził John Brunner.
W 1984 roku pojawił się na antenie TVP Katowice Klub Miłośników Fantastyki „Poza Ziemią” pod redakcją Jerzego Łuczaka. Wraz z Prezesem OŻW brali w nim udział również inni członkowie ŚKF: Ryszard Borys, Piotr Cholewa, Andrzej Kowalski, Piotr Rak. W programie pojawiali się autorzy Fantastyki z jej naczelnym Adamem Hollankiem, Maciejem Parowskim czy Jackiem Rodkiem oraz pisarze zagraniczni odwiedzający polskie konwenty. Pokazywano, jak powstają komiksy Parowskiego, Rodka i Polcha. Jerzy Łuczak otrzymał za tę audycję Śląkfę.
Przyjaciele w klubie nadali prezesowi przydomek OŻW – Oby Żył Wiecznie, a członkowie ŚKF po zakończeniu w 1988 roku kadencji przyznali mu dożywotnio tytuł Honorowego Prezesa i Złotą Śląkfę.
Autor książki 500 zagadek z fantastyki i science fiction. Publikował doroczne przeglądy polskiego SF na łamach amerykańskiego miesięcznika Locus poświęconego tej tematyce, którego wydawca Charles N. Brown był gościem Polconu w 1988 roku. Był również wydawcą książek, przez wiele lat prowadził własne wydawnictwo „PiK”. Założył antykwariat internetowy Feniks, który w początku lat dwutysięcznych był jednym z większych tego typu przedsięwzięć w Polsce. W rankingu Rzeczpospolitej został uznany za trzecią po Merilnie i Empiku księgarnię internetową w Polsce. Podstawę oferty stanowiły książki z jego własnej, przebogatej, biblioteki.
Innym jego hobby odziedziczonym po ojcu, a przekazanym córce są góry. Jest autorem kilku dróg wspinaczkowych w Tatrach Słowackich, których opisy publikował w czasopiśmie Taternik. Był redaktorem serii książek Literatura górska na świecie. Publikował w Górach i był współpracownikiem miesięcznika Góry i Alpinizm, gdzie miał stały felieton. W roku 2000 zredagował księgę jubileuszową Klubu Wysokogórskiego w Katowicach. Był pomysłodawcą i inicjatorem prac nad Wielką Encyklopedią Gór (od 1997 r.), w 2000 r. całość spraw redakcyjnych objął inny zespół.